# Sherlock Holmes Faces Death
Sherlock Holmes Faces Death is een Amerikaanse detectivefilm uit 1943, geregisseerd door Roy William Neill en gebaseerd op het personage Sherlock Holmes. Het is de zesde van de Sherlock Holmes-films met Basil Rathbone als Holmes en Nigel Bruce als Dr. Watson.
De film bevat elementen van het verhaal The Adventure of the Musgrave Ritual.

## Verhaal
Dr. Watson werkt sinds de gebeurtenissen uit de laatste film als dokter in Musgrave Hall, Northumberland, waar vooral soldaten met posttraumatische stressstoornis worden behandeld. Wanneer zijn assistent wordt aangevallen, roept Watson de hulp in van Holmes.
De aanval vormt het begin van een reeks moorden die te maken lijken te hebben met een bizar familieritueel. Holmes onderzoekt het ritueel, en ontdekt dat het een cryptische aanwijzing is naar de locatie van een crypte in een landhuis, waar iets kostbaars verborgen zou zijn. In de crypte vindt Holmes de moordenaar, en draagt hem over aan de politie.

## Rolverdeling
| Acteur           | Personage           |
| ---------------- | ------------------- |
| Basil Rathbone   | Sherlock Holmes     |
| Nigel Bruce      | John H. Watson      |
| Dennis Hoey      | Inspecteur Lestrade |
| Arthur Margetson | Dr. Bob Sexton      |
| Hillary Brooke   | Sally Musgrave      |
| Halliwell Hobbes | Alfred Brunton      |
| Minna Phillips   | Mrs. Howells        |
| Milburn Stone    | Captain Vickery     |
| Gavin Muir       | Phillip Musgrave    |